# Pedro Sánchez de la Hoz
Pedro Sánchez de la Hoz (Pedro Sancho de Hoz, o Pero Sánchez de la Hoz) (Calahorra, 1514 - Santiago de Xile, 1547) va ser un comerciant, cronista i conqueridor espanyol que va ser nomenat per l'emperador Carles V com adelantado de Terra Australis el 1539.

## Biografia
Sánchez de la Hoz va ser el secretari de Francisco Pizarro al Perú, durant la conquesta de Cusco, i va escriure un relat de la conquesta del Perú. Si bé es va perdre el manuscrit original, l'obra es va conservar en traducció italiana i posteriorment s'ha traduït a altres idiomes, servint com a valuós relat tant de la conquesta espanyola com de l'etnografia Inca.
El mateix 24 de gener de 1539 va signar amb l'emperador Carles V una capitulació, per la qual va ser nomenat governador de les terres a sud de l'estret de Magallanes, anomenades llavors Terra Australis, i de les illes no assignades que descobrís. No obstant això, aquesta capitulació no va tenir cap efecte.
| «                                                                                 | (...) Item, vos prometemos que, hecho el dicho descubrimiento de la otra parte del dicho estrecho, o de alguna isla que no sea en paraje ajeno, os harémos la merced a vuestros servicios; i entre tanto que no somos informados de lo que así descubriéredes, seais nuestro gobernador dello. Por ende, por la presente, haciendo vos el dicho Pero Sancho de Hoz a vuestra costa, i segun i de la manera que de suso se contiene el dicho descubrimiento, digo i prometo que vos será guardada esta capitulacion, i todo lo en ella contenido; i no lo haciendo, ni cumpliendo ansí, nos no seamos obligados a vos mandar guardar ni cumplir lo susodicho, ni cosa alguna dello; ántes vos mandáremos castigar, i proceder contra vos, como contra persona que no guarda ni cumple, i traspasa los mandamientos de su rei y señor natural; i dello mandamos dar la presente, firmada de mi nombre, y refrendada de mi infrascripto secretario. Fecha en Toledo a 24 días del mes de enero de 1539 años. | » |
| — La disputa de límites entre la Argentina y Chile: el debate Quesada-Amunátegui. | |   |

Mapa de les governacions d'Amèrica del Sud (1534-1539)

Pedro Sánchez va arribar arruïnat a Perú en 1539 i desitjava revertir aquesta situació. Per a això comptava amb el suport reial. Es va apropar a Pedro de Valdivia i Francisco Martínez i va convenir societat amb ells en la conquesta de Xile. No obstant això, va veure en Valdivia a un adversari i va instigar la seva mort en diverses ocasions, totes amb resultats fallits. Valdivia, evitant comprometre's en un judici de residència futur contra tan influent personatge, li va perdonar la vida en diverses ocasions, i fins i tot li va donar la llibertat que merescudament es va guanyar en la defensa de Santiago de Xile arran de l'atac de Michimalonco.
No obstant això, al desembre de 1547, Francisco de Villagra, un dels homes de Valdívia, el va ajusticiar per decapitació per haver dirigit una rebel·lió.
Segons l'Argentina i Xile, la capitulació atorgada a Sánchez de la Hoz demostra que l'Imperi espanyol tenia reclams i un animus occupandi a les terres que després s'anomenarien l'Antàrtida. Atès que històricament Xile i l'Argentina han establert amb èxit la seva frontera basant-se en el principi del dret internacional uti possidetis iuris, la subvenció de Sánchez de la Hoz forma part dels seus arguments per a les reclamacions territorials a l'Antàrtida.